# Vesperus nigellus
Vesperus nigellus là một loài bọ cánh cứng trong họ Cerambycidae.